# Classe Hydra (corazzata)
La classe Hydra fu una classe di tre corazzate leggere della marina militare reale greca costruita in Francia alla fine del diciannovesimo secolo. Le navi vennero costruite per fronteggiare il tradizionale nemico della Grecia, l'Impero ottomano, all'epoca dotato di navi obsolete.

## Costruzione
Le navi, con nome Hydra, Spetsai e Psara, erano da 4.000 tonnellate di dislocamento; erano navi antiquate con una corazzatura dell'opera morta di soli 3" ed una batteria centrale che ospitava due dei suoi tre cannoni da 10,8" e 5 cannoni da 6", molto vulnerabile agli incendi, in grado di fare solo 12 nodi di velocità massima, costruite dal 1889 al 1892 in Francia.

## Storia
Le navi, seppure obsolete, parteciparono alla battaglia di Elli e alla successiva battaglia di Lemno.